# Comuna de Wilkoła
Wilkołaz (polaco: Gmina Wilkołaz) é uma gminy (comuna) na Polónia, na voivodia de Lublin e no condado de Kraśnicki. A sede do condado é a cidade de 1999.
De acordo com os censos de 2004, a comuna tem 5575 habitantes, com uma densidade 68,1 hab/km².

## Área
Estende-se por uma área de 81,86 km², incluindo:
- área agrícola: 83%
- área florestal: 11%

## Demografia
Dados de 30 de Junho 2004:
|                      | Total   | Total | Mulheres | Mulheres | Homens  | Homens |
| -------------------- | ------- | ----- | -------- | -------- | ------- | ------ |
|                      | pessoas | %     | pessoas  | %        | pessoas | %      |
| População            | 5575    | 100   | 2768     | 49,7     | 2807    | 50,3   |
| Densidade (pop./km²) | 68,1    | 100   | 33,8     | 33,8     | 34,3    | 34,3   |

De acordo com dados de 2002, o rendimento médio per capita ascendia a 1164,69 zł.

## Subdivisões
- Ewunin, Marianówka, Ostrów, Ostrów-Kolonia, Pułankowice, Rudnik, Wilkołaz, Wilkołaz Dolny, Wilkołaz Drugi, Wilkołaz Trzeci, Wólka Rudnicka, Zalesie, Zdrapy.

## Comunas vizinhas
- Borzechów, Kraśnik, Niedrzwica Duża, Strzyżewice, Urzędów, Zakrzówek